# Iskut (rivière)
La rivière Iskut est un cours d'eau canadien du nord-ouest de la province de la Colombie-Britannique dans le district régional de Kitimat-Stikine. Elle est le principal affluent du fleuve Stikine avec une longueur de 236 km et un débit de 458 m3/s. Elle prend sa source près du village homonyme d'Iskut.

## Hydrographie
L'Iskut, longue de 236 km, prend sa source dans le nord de la Colombie-Britannique au lac Kluachon (830 m) au sein d'une vallée qui entaille les chaînons Skeena et débouche au nord par un seuil bas (920 m) sur le plateau de la Klastline. L'alimentation du lac se fait par des torrents issus du mont Poelzer (2170 m) à l'ouest et du mont Zechtoo (1780 m) à l'est,,.
Son cours trace un large arc de cercle vers le sud à travers des paysages montagneux avant de rejoindre le Stikine, 10 km en amont de la frontière avec l'Alaska du Sud-Est et 50 km en amont du débouché de l'estuaire du fleuve. La plus grande partie du cours supérieur de l'Iskut correspond à un chapelet de lacs : Kluachon, Eddontenajon, Tatogga, Kinaskan et Natadesleen qui se succèdent sur 10 km entre 830 et 800 m d'altitude. Peu après sa sortie du dernier lac la rivière est coupée par les chutes Cascade au niveau du parc provincial Kinashan. Elle suit d'abord sur la première moitié de son cours une orientation générale nord-sud depuis sa source et jusqu'à sa confluence avec la Ningunsaw, près de Bob Quinn. Sur le quart suivant de son cours, entre les confluences avec la Ningunsaw et la Mac Lymont le tracé prend une orientation nord-est/sud-ouest. Enfin sur le dernier quart de son cours entre les confluences avec la Mac Lymont et le Stikine, elle adopte un tracé est-ouest,,.
|                                     |
| Le lac Kluachon, source de l'Iskut. |

|                                                                             |
| Vallée de l'Iskut avec chenaux anastomosés entre Bob Quinn et Forrest Kerr. |

|                    |
| L'Iskut à Bronson. |

Le débit moyen de l'Iskut est de 458 m3/s à proximité de sa confluence avec le Stikine (confluence avec la Johnson). Le débit connaît d'importantes variations saisonnières. En hiver, de décembre à avril inclus, le débit moyen mensuel est réduit sous les 150 m3/s. À l'inverse, en été de juin à août, ce débit approche ou dépasse les 1 000 m3/s,.